# حرب لوسيل
حرب لوسيل هو اسم لقب على مباراة ربع نهائي كأس العالم بين هولندا والأرجنتين وقد سجل رقم قياسي في هذه المباراة حيث أشار الحكم انطونيو ماتيو لاهوز 18 بطاقة صفراء وبطاقة حمراء.